# هاتشة سو
هاتشة سو هي قرية في مقاطعة شاهين دج، إيران. عدد سكان هذه القرية هو 1,522 في سنة 2006.